# 사에키키타촌
사에키키타촌(佐伯北村)은 오카야마현 아카이와군에 있던 촌이다. 현재의 아카이와시에 해당한다.

## 역사
- 1889년 6월 1일 - 정촌제 시행에 수반해 아카사카군 사에키키타촌이 발족하였다.
- 1900년 4월 1일 - 이와나시군과 합병해 아카이와군에 소속되었다.
- 1954년 3월 1일 - 스사이촌, 야마가타촌과 합병해 요시이정이 되어 소멸하였다.

## 참고문헌
- 角川日本地名大辞典 33 岡山県
- 『市町村名変遷辞典』東京堂出版、1990年。